# Zoot Horn Rollo
Pour les articles homonymes, voir Rollo (homonymie).
William Earl Harkleroad, connu professionnellement sous le nom de Zoot Horn Rollo ou Bill Harkleroad, né le 8 janvier 1949 à Hawthorne près de Long Beach en Californie, est un guitariste américain. Il est en particulier connu pour son travail avec Captain Beefheart et The Magic Band. En 2003 il est classé en 62e position dans la liste des 100 plus grands guitaristes de tous les temps selon le magazine Rolling Stone.

## Biographie
Il est né à Hawthorne en Californie. Enfant, il a été formé comme accordéoniste, mais est passé à la guitare dans son adolescence. Dans la ville voisine de Lancaster, en Californie, il s'implique dans des groupes locaux.

## Discographie

### Avec Captain Beefheart & His Magic Band
- 1969 Trout Mask Replica
- 1970 Lick My Decals Off, Baby
- 1972 The Spotlight Kid
- 1972 Clear Spot
- 1974 Unconditionally Guaranteed

### Avec Mallard
- 1975 Mallard
- 1976 In a Different Climate

### Solo
- 2001 We Saw a Bozo Under the Sea